# Pagurus armatus
Pagurus armatus är en kräftdjursart som först beskrevs av James Dwight Dana 1851.  Pagurus armatus ingår i släktet Pagurus och familjen eremitkräftor. Inga underarter finns listade i Catalogue of Life.